# Concertos pour orgue, op. 7 de Haendel
Pour les articles homonymes, voir Concerto pour orgue.
Les concertos pour orgue, opus 7 (HWV 306 à 311) constituent un recueil de six concertos pour orgue et orchestre composés par Georg Friedrich Haendel à Londres entre 1740 et 1751 et publiés à titre posthume après sa mort, en 1761, par son éditeur John Walsh II (fils). Haendel les a composés pour servir d'interludes pendant les représentations de ses oratorios. 
Ce recueil est le troisième de concertos pour orgue publiés sous le nom de Haendel à son époque, le premier étant l'opus 4 et le deuxième un recueil sans N° d'Opus généralement désigné comme Second set.   

## Tableau de synthèse
| HWV | Opus     | Tonalité        | Composé le       | Première          | Lieu                                  | Publication | Mouvements                                                                           | Notes |
| --- | -------- | --------------- | ---------------- | ----------------- | ------------------------------------- | ----------- | ------------------------------------------------------------------------------------ | --- |
| 306 | Op.7 N°1 | si bémol majeur | 17 février 1740  | 27 février 1740   | Londres, Lincoln's Inn Fields Theatre | 1761        | Andante - Andante - Largo, e piano - Bourrée                                         | Premier mouvement avec partie de pédalier                                                                      |
| 307 | Op.7 N°2 | la majeur       | 5 février 1743   | 18 février 1743   | Londres, Covent Garden Theatre        | 1761        | Ouverture - A tempo ordinario - Organo ad libitum - Allegro                          | Interprété avec l'oratorio Samson (HWV 57)                                                                     |
| 308 | Op.7 N°3 | si bémol majeur | 1–4 janvier 1751 | 1er mars 1751     | Londres, Covent Garden Theatre        | 1761        | Allegro - Organo (Adagio e Fuga) ad libitum - Spiritoso - Menuet - Menuet            | Deux versions autographes du 1er mouvement. Dernière œuvre orchestrale de Haendel                              |
| 309 | Op.7 N°4 | ré mineur       | vers 1744        | 14 février 1746 ? |                                       | 1761        | Adagio - Allegro - Organo ad libitum - Allegro                                       | Interprété avec l'Occasional Oratorio (HWV 62)                                                                 |
| 310 | Op.7 N°5 | sol mineur      | 31 janvier 1750  | 16 mars 1750      | Londres, Covent Garden Theatre        | 1761        | Allegro ma non troppo, e staccato - Andante larghetto, e staccato - Menuet - Gavotte | Interprété avec l'oratorio Theodora (HWV 68). Gavotte finale probablement ajoutée dans l'édition par Smith Jr. |
| 311 | Op.7 N°6 | si bémol majeur | vers 1748–1749   | 1749              |                                       | 1761        | Pomposo - Organo ad libitum - A tempo ordinario                                      | Compilé par John Christopher Smith après la mort de Haendel pour la publication.                               |